# روبرت فيتزجيرالد ديغز
روبرت فيتزجيرالد ديغز (بالإنجليزية: RZA) مواليد 5 يوليو 1969 في بروكلين، هو منتج موسيقي وممثل وموسيقي ومنتج أسطوانات وكاتب عمومي أمريكي بدأ مسيرته الفنية عام 1989.

## روابط خارجية
- روبرت فيتزجيرالد ديغز على موقع IMDb (الإنجليزية)
- روبرت فيتزجيرالد ديغز على موقع روتن توميتوز (الإنجليزية)
- روبرت فيتزجيرالد ديغز على موقع قاعدة بيانات الأفلام العربية
- روبرت فيتزجيرالد ديغز على موقع ألو سيني (الفرنسية)
- روبرت فيتزجيرالد ديغز على موقع ميوزك برينز (الإنجليزية)
- روبرت فيتزجيرالد ديغز على موقع رولينغ ستون (الإنجليزية)
- روبرت فيتزجيرالد ديغز على موقع أول موفي (الإنجليزية)
- روبرت فيتزجيرالد ديغز على موقع قاعدة بيانات الأفلام السويدية (السويدية)
- روبرت فيتزجيرالد ديغز على موقع إن إن دي بي (الإنجليزية)
- روبرت فيتزجيرالد ديغز على موقع أول ميوزيك (الإنجليزية)
- روبرت فيتزجيرالد ديغز على موقع أول ميوزيك (الإنجليزية)